# モールバッカ
座標: 北緯59度46分52秒 東経13度14分1秒 / 北緯59.78111度 東経13.23361度

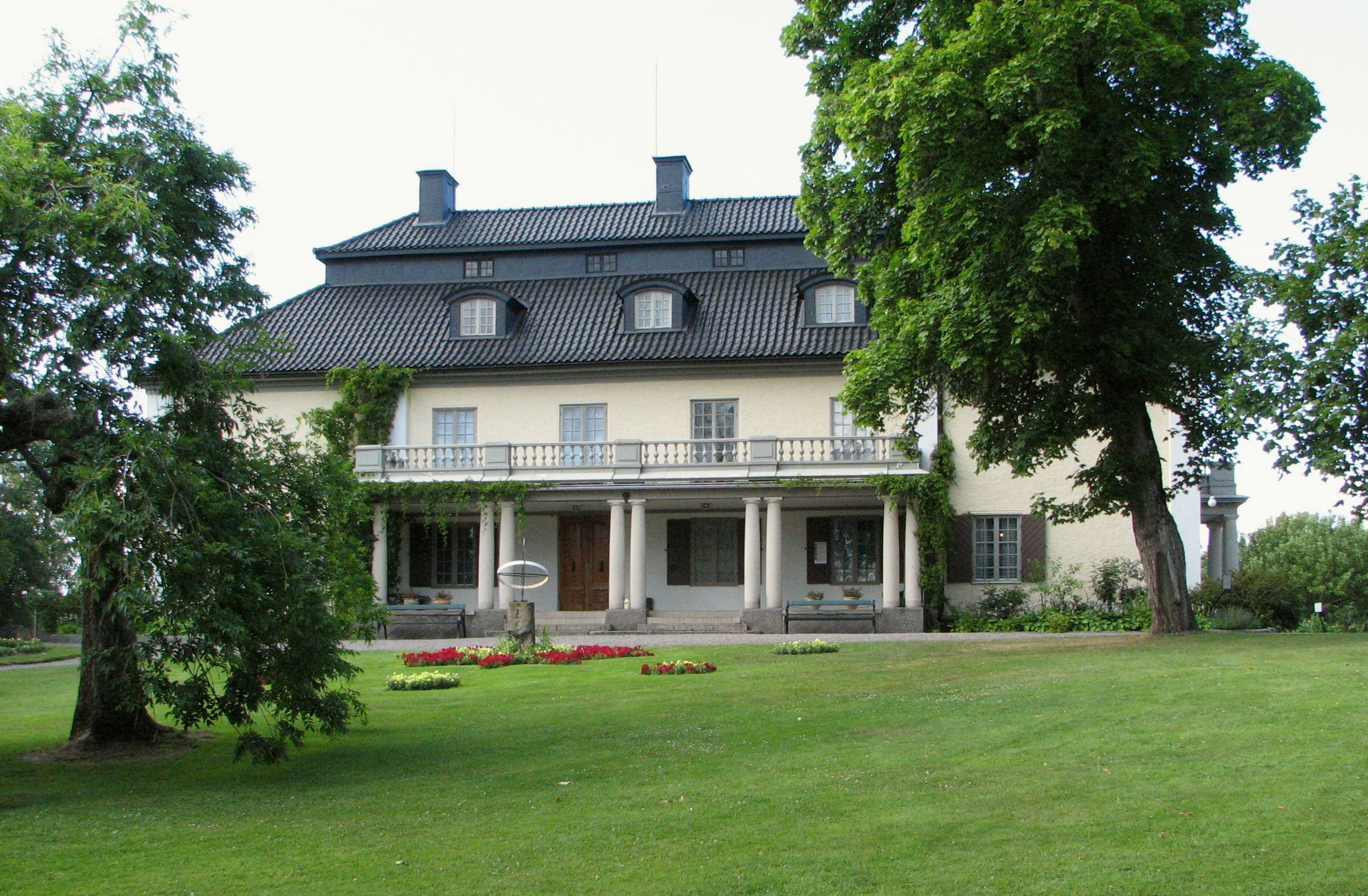
モールバッカの本館

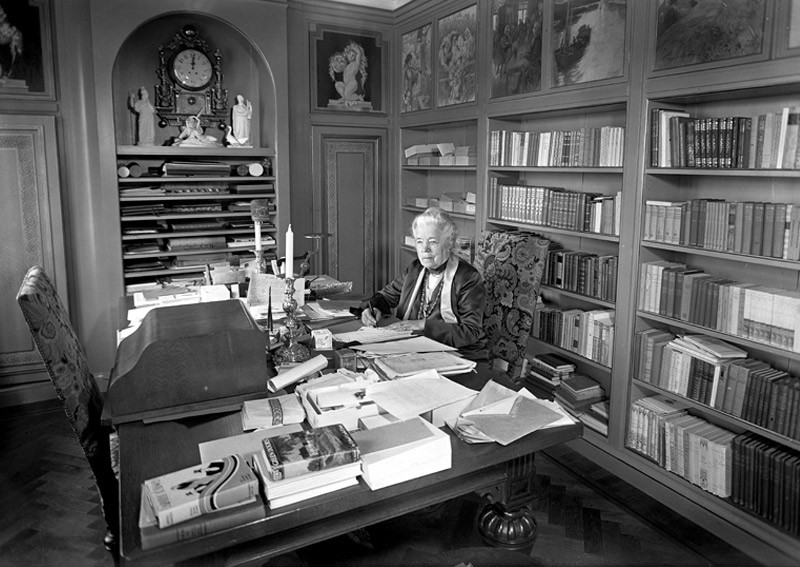
モールバッカの仕事部屋にいるラーゲルレーヴ(1933年)

モールバッカ(Mårbacka)は、スウェーデンヴェルムランド地方スンネ(sv)にある邸宅である。ノーベル文学賞受賞者のセルマ・ラーゲルレーヴがこの邸宅で生まれ育ったことで知られている。
本館は1793年に建てられ、1921年から1923年にかけて建築家のイサク・グスタフ・クレーソンによって改築された。
建物は1720年頃には司教代理のオロフ・モレルに所有されていて、彼の2人の後継者に引き継がれた。1801年にはラーゲルレーヴ一家に引き継がれ、セルマ・ラーゲルレーヴの父親が1885年に死去した際に彼の息子のヨハンが相続した。しかしヨハンが農場の経営に失敗して破産しアメリカに移ったため、モールバッカは売りに出された。ラーゲルレーヴ一家はモールバッカの所有権を1889年に失った。セルマ・ラーゲルレーヴはノーベル文学賞を1909年に受賞し、その賞金を用いて1907年と1910年に本館を買い戻した。数年後にラーゲルレーヴが建物を改築したとき、彼女の子供時代の建物の面影は大部分が失われた。元の赤塗りのコテジは東向きに延長し、新しい階と屋根裏部屋が加えられ、建物は上品な邸宅へと様変わりした。
現在、モールバッカは記念館として保存されている。これは「モールバッカは自分が死去した際の状態のまま保存され、公に公開されるべきである」というラーゲルレーヴの遺言の結果である。
入口で料金を支払うと、来場者は本館のガイドツアーを申し込むことができる。本館の隣には庭園・カフェ・本屋がある。